# 20: Cry
Singles de Miliyah Katō
Sayonara Baby / Koishiteru
(2008) Love Forever
(2009)
20: Cry (stylisé en 20 -Cry-) est le 14esingle de Miliyah Katō sorti sous le label Mastersix Foundation le 28 janvier 2009 au Japon. Il atteint la 7e place du classement de l'Oricon. Il se vend à 14 875 exemplaires la première semaine, et reste classé pendant 7 semaines, pour un total de 23 179 exemplaires vendus.
20: Cry a été utilisé pour le drama sur portable du même nom. 20: Cry se trouve sur l'album Ring.

## Liste des titres
Toutes les paroles et la musique sont de Miliyah Katō.
| 1. | 20: Cry                       | Shinichirō Murayama | 4:12 |
| 2. | Kanashimi Blue (悲しみブルー) | Shinichirō Murayama | 4:28 |
| 3. | Let'em go                     | Shinichirō Murayama | 5:04 |
| 4. | 20: Cry (Instrumental)        | Shinichirō Murayama | 4:09 |

| 1. | Mobile Music Drama ”DOR@MO”20-CRY- Episode 1 ~Birthday Present~ Movie Trailer |  |
| 2. | Sayonara Baby                                                                 |  |